# William Clarke (cricket)
Pour les articles homonymes, voir William Clarke et Clarke.
William Clarke est un joueur de cricket et directeur sportif anglais né le 24 décembre 1798 à Nottingham et décédé le 25 août 1856 à Wandsworth. Il fonde en 1846 une équipe composée des meilleurs joueurs professionnels anglais, le All-England Eleven, qui effectue des tournées lucratives dans toute l'Angleterre et dont il est le capitaine jusqu'à sa mort, à l'âge de cinquante-sept ans. Il est également le fondateur de Trent Bridge, le terrain du Nottinghamshire County Cricket Club.

## Biographie

### Nottingham et Nottinghamshire
William Clarke débute en tant que joueur avec Nottingham en 1816, à l'âge de 17 ans. Il gère un pub, le Bell Inn. Il perd l'usage d'un œil, touché par une balle, à la fin des années 1820. Il devient capitaine de Nottingham en 1830. Il est également capitaine du Nottinghamshire County Cricket Club lorsque le comté joue son premier match reconnu comme first-class et se forme officiellement en 1841. Il est sélectionné en 1836 pour jouer avec le Nord de l'Angleterre lors de sa rencontre inaugurale avec le Sud de l'Angleterre, à Lord's. 
En décembre 1837, il épouse la veuve Mary Chapman, gérante du Trent Bridge Inn, un pub à côté duquel il fonde en 1838 Trent Bridge, qui devient le stade du Nottinghamshire CCC.

### Période All-England Eleven
William Clarke déménage à Londres où, en 1846, il forme une équipe entièrement professionnelle : le All-England Eleven, dont il est capitaine et manager. Il engage les meilleurs professionnel du pays pour son équipe, destinée à effectuer des tournées dans le pays pour générer du profit. La création de cette formation est favorisée par les faibles revenus des professionnels à l'époque et le développement du chemin de fer à cette période permet d'envisager d'effectuer des tournées à travers le pays. Les matchs du All-England génèrent de nombreux paris et attirent les foules. Les obligations de Clarke avec le All-England limitent ses apparitions avec le Nottinghamshire.
Six ans après sa formation, en 1852, le All-England est victime d'un schisme : considérant leurs primes de matchs de 4 à 6 £ comme insuffisantes, et reprochant à Clarke ses manières dictatoriales, certains joueurs, dont John Wisden, quittent le All-England pour former une autre équipe professionnelle, le United England Eleven.
Clarke fait sa dernière apparition avec le Nottinghamshire en 1855 à l'âge de 56 ans et 8 mois.
Clarke décède en 1856, et George Parr lui succède en tant que capitaine et manager du All-England.

## Style et statistiques
En tant que joueur, Clarke est un bowler, spécialiste de l'underarm bowling, un style qu'il perfectionne plutôt que de passer au roundarm bowling. Il passe énormément de temps à étudier les batteurs adverses et prend des notes sur leurs faiblesses.
En cent-quarante trois matchs reconnus comme first-class, il réussit à prendre 795 wickets à une moyenne de 10,06.
Il est le plus vieux joueur à avoir représenté le Nottinghamshire County Cricket Club et est le seul joueur connu à avoir réussi un hat-trick impliquant deux fois le même batteur.
| Statistiques générales                                    |       |
|                                                           | FC    |
| Matchs joués                                              | 143   |
| Courses marquées                                          | 2133  |
| Moyenne à la batte                                        | 10,35 |
| 50/100                                                    | 7/-   |
| Meilleur score                                            | 175   |
| Guichets pris                                             | 795   |
| Moyenne au lancer                                         | 10,06 |
| 5 g. en une manche                                        | 82    |
| 10 g. en un match                                         | 26    |
| Meilleure perf. lancer                                    | 9/29  |
| Catches/Stumpings                                         | 55/-  |
| Mise à jour de la boîte : 31 juillet 2008 Actualiser aide |       |

## Principales équipes
Principales équipes pour lesquelles William Clarke a joué en first-class cricket :
| Équipe                  | Période first-class | First-class joués |
| ----------------------- | ------------------- | ----------------- |
| Nottingham              | 1826 - 1834         | 13                |
| Nottinghamshire         | 1835 - 1855         | 28                |
| Nord de l'Angleterre    | 1836 - 1855         | 21                |
| Marylebone Cricket Club | 1846 - 1853         | 15                |
| All-England Eleven      | 1846 - 1853         | 12                |